# Ratha

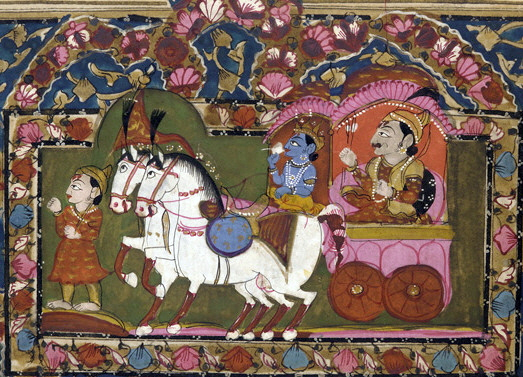
Le divinità indù Krishna ed Arjuna presso Kurukshetra, dipinto del XVIII-XIX secolo.

Ratha (sanscrito: rátha, avestico: raθa) è il termine indoiranico usato per indicare il cocchio (o carro da guerra) a ruote con raggi utilizzato nell'antichità.
Il termine deriva dalla radice collettiva *ret-h- della parola protoindoeuropea *rot-o- ("ruota"), dalla quale proviene il latino rota, presente anche in lingue germaniche, celtiche e baltiche.
I termini sanscriti che indicano il timone, karaṇa” (करण), i finimenti, upakaraṇa” (उपकरण) , il giogo e la ruota del carro mostrano affinità con parole di altri rami dell'indoeuropeo.

## Conferme documentali
I carri sono considerati un simbolo centrale nell'Induismo, poiché molte delle divinità del pantheon induista sono raffigurate mentre viaggiano su di essi. Questi veicoli rivestono un ruolo importante nei testi sacri del Ṛgveda, che ne attestano la presenza in India fin dal II millennio a.C. È inoltre significativo notare che questo simbolo appare parallelamente in culture di tutto il mondo, come nel misticismo ebraico della Merkavah.
Tra le divinità vediche, Uṣás, dea dell'alba, è descritta come colei che viaggia su un carro; similmente, Agni, nella sua funzione di messaggero tra dèi e uomini, è frequentemente rappresentato a bordo di questo mezzo.
Il legno usato per costruire i carri deriva da alberi specifici quali Salmali  (menzionato in RV 10.85.20 ), Khadira  e Simsapa  (RV 3.53.19 ).
Nel verso RV 6.61.13 , il fiume Sarasvati viene paragonato in termini di maestosità e grandezza a un carro. Le dimensioni del carro da guerra vedico sono descritte negli Shulba Sutra, mentre il numero delle ruote può variare da un esemplare all’altro.
Nei Ṛgveda viene fatta distinzione tra il carro ratha e l'anas. Quest'ultimo viene spesso definito come "carretto".

## Storia

### Protoindoiranici

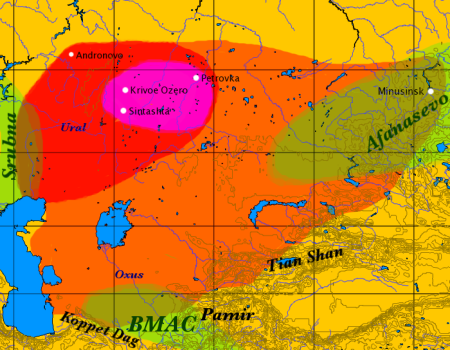
L'area dei ritrovamenti di carri con ruote a raggi all'interno della cultura Sintashta-Petrovka è indicata in porpora.

Lo sviluppo del carro da guerra con ruote a raggi è collegato ai popoli protoindoiranici.
I più antichi carri da guerra a noi noti provengono dalle tombe dei carri risalenti intorno al 2000 a.C., rinvenute nei siti della cultura di Andronovo (tombe in legno) e della cultura Sintashta-Petrovka, situate nelle odierne Russia e Kazakistan.
Questa cultura fu in parte influenzata dalla precedente cultura di Jamna. La cultura di Andronovo eresse insediamenti fortificati a scopo industriale, destinati alla lavorazione del bronzo su scala senza precedenti. Praticavano complessi rituali funebri, reminiscenza delle cerimonie ariane note dai Ṛgveda.
Nell’arco dei secoli successivi, la cultura di Andronovo si estende attraverso le steppe dagli Urali fino al Tien Shan, e probabilmente corrisponde alle prime culture indoiraniche, che si diffondono in Iran e India nel II millennio a.C..
Il carro non deve essere necessariamente considerato un indicatore certo della presenza indoeuropea e indoiranica.
Secondo Raulwing, “è un fatto innegabile che la linguistica comparativa indoeuropea sia in grado di fornire le basi metodologiche per l’ipotesi di un ‘carro PIE’, in altre parole: 'Ausserhalb der Sprachwissenschaft winkt keine Rettung!'”
Le prime testimonianze dell’esistenza dei carri nell’Asia Centrale meridionale (lungo l’Oxus) risalgono all’epoca achemenide (escludendo i carri trainati da buoi, come quelli rappresentati nei petroglifi).
Non è stata rinvenuta alcuna tomba contenente carri della cultura andronoviana a sud dell’Oxus.

### Resti

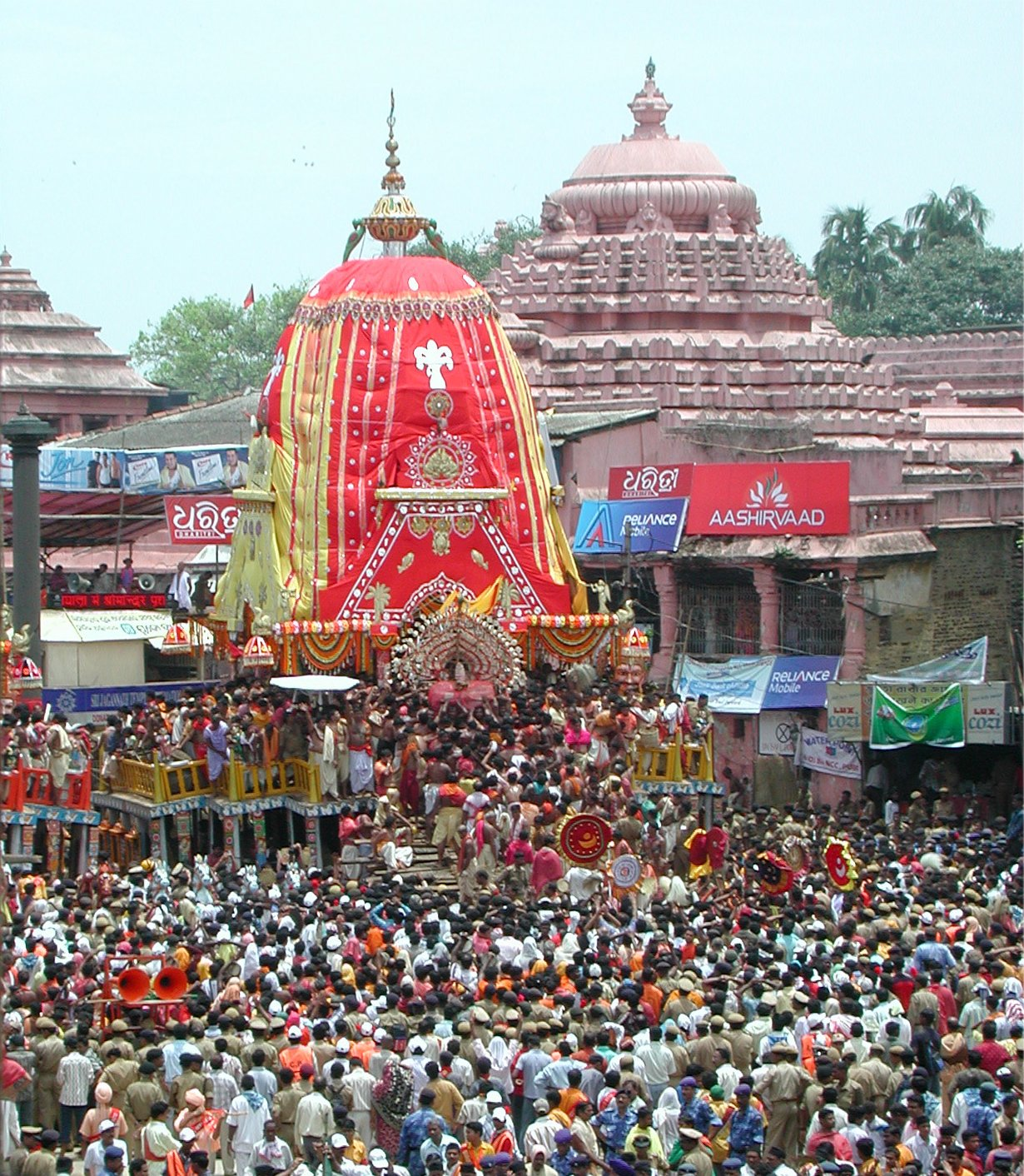
Il Rath Jatra nel Gran Viale del Tempio di Jagannath, Puri, 2007.

Le raffigurazioni di carri tra i petroglifi incisi nell'arenaria dei Monti Vindhya sono piuttosto rare.
Due esempi significativi si trovano a Morhana Pahar (distretto di Mirzapur), e mostrano:
Un primo carro trainato da due cavalli, con la testa del solo guidatore visibile;
Un secondo carro, dotato di ruote a sei raggi, trainato da quattro cavalli e con un guidatore in piedi all’interno di una postazione sul carro.
In quest’ultima scena, il carro sembra essere attaccato: una figura armata di scudo e mazza si avvicina minacciosamente, mentre un’altra figura, dotata di arco e frecce, minaccia il fianco destro del veicolo

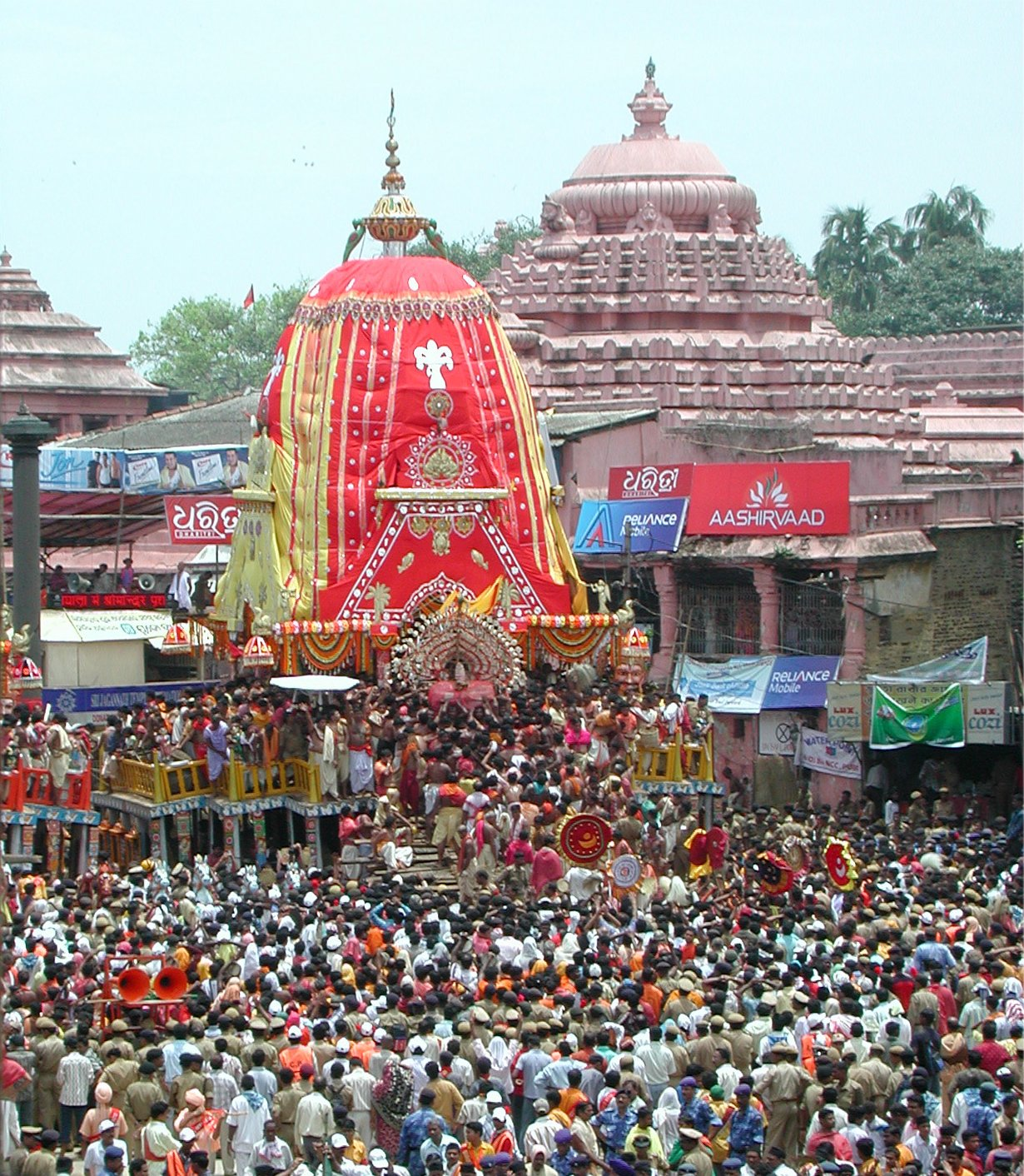
Il Rath Jatra nel Gran Viale del Tempio di Jagannath, Puri, 2007.

Sono poche le raffigurazioni di carri tra i petroglifi incisi nell'arenaria dei Monti Vindhya.
Due di queste si trovano a Morhana Pahar (distretto di Mirzapur) e, in particolare:
- Una raffigura due cavalli che trainano un carro, con visibile solo la testa di un guidatore;

- L'altra, con ruote a sei raggi, mostra un carro trainato da quattro cavalli, con un guidatore in piedi in un alloggiamento sul carro.

In quest'ultima raffigurazione, il carro è rappresentato mentre subisce un attacco: una figura, armata di scudo e mazza, gli si fa incontro, mentre un'altra figura, armata di arco e frecce, lo minaccia dal fianco destro.
È stato suggerito (Sparreboom, 1985, p. 87) che i disegni documentino una storia, probabilmente risalente al I secolo a.C., tramandata dalle tribù neolitiche di cacciatori dell'area della pianura del Gange–Yamuna. I disegni sarebbero quindi considerati una rappresentazione della tecnologia straniera, paragonabile alle pitture rupestri aborigene della Terra di Arnhem che raffigurano gli Occidentali.
I carri realistici scolpiti negli stupa di Sanchi sono datati grosso modo al I secolo.
I primi resti di carri ritrovati in India (presso Atranjikhera) sono stati datati tra il 350 e il 50 a.C. Ci sono prove dell’esistenza di veicoli a ruote (in particolare modelli in miniatura) nella civiltà della Valle dell’Indo, ma non di carri.
I siti della Valle dell’Indo hanno restituito diversi reperti che attesterebbero l’uso delle ruote a raggi.
L’archeologo B. B. Lal sostiene che i ritrovamenti di file dipinte (o di file di bassorilievi), di ruote di terracotta e di sigilli simili attestano l’esistenza e l’uso di carri con ruote a raggi nella civiltà harappana, come dimostrato nelle campagne di scavo condotte a Bhirrana (uno dei centri della civiltà harappana) nel 2005-2006.
Bhagwan Singh aveva sostenuto un’affermazione simile e S. R. Rao aveva presentato prove dell’esistenza di carri in bronzo basate sui ritrovamenti a Daimabad (Tardo Harappano). Gli archeologi non sono unanimi sulla datazione dei resti in bronzo scoperti nel villaggio di Daimabad.
Sulla base delle prove circostanziali, M. N. Deshpande, S. R. Rao e S. A. Sali ritengono che questi oggetti appartengano al periodo tardo harappano. Tuttavia, considerando l’analisi della composizione degli elementi di tali manufatti, D. P. Agarwal ha concluso che questi reperti potrebbero risalire al periodo storico.
La sua conclusione si basa sul fatto che questi oggetti contengono più dell’1% di arsenico, mentre in nessun altro manufatto calcolitico sono state riscontrate leghe arsenicali.

## Nelle festività dei templi induisti
Il termine ratha o rath indica un carro o veicolo costruito in legno e dotato di ruote.
Il ratha può essere mosso manualmente tramite corde, oppure trainato da cavalli o elefanti. I ratha sono usati principalmente nei templi indù dell’India meridionale in occasione del Rathoutsava (Festa dei carri). Durante la festa, le divinità del tempio vengono portate in processione per le strade, accompagnate da canti di mantra, inni, śloka o bhajan.
Il Ratha Yatra è una grande e importante festa induista dedicata al Dio Jagannath, celebrata a Puri, nello stato dell’Orissa (India) nei mesi di giugno e luglio

Ratha o carri
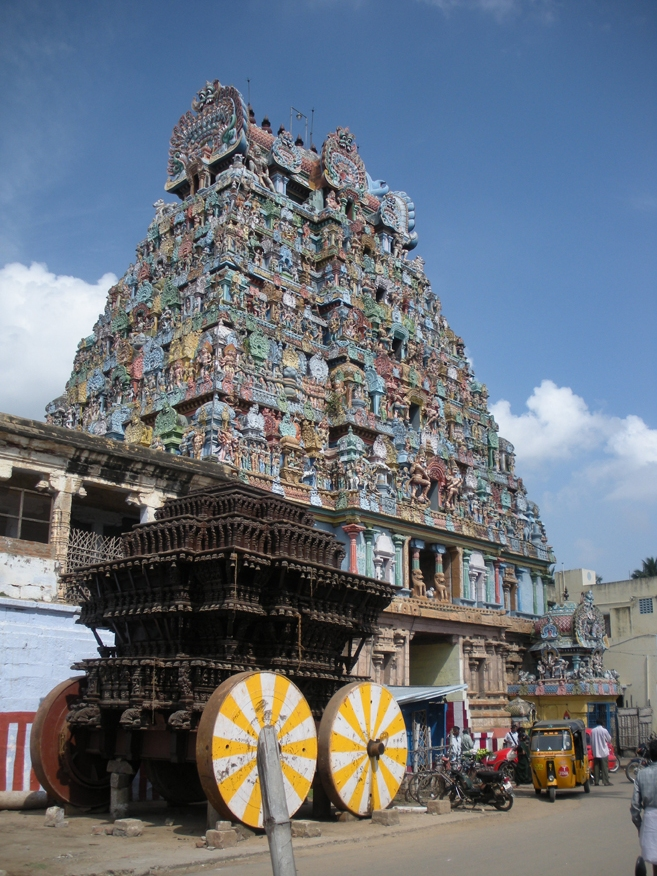
Il Rajagopuram Torreggiante con uno dei Ratha del Tempio
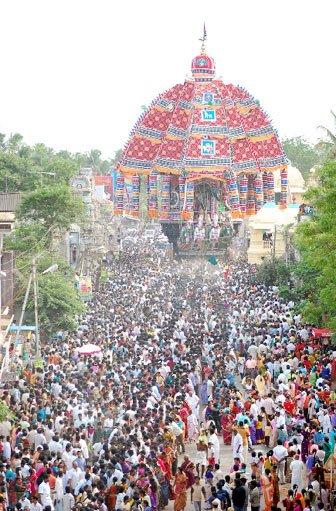
Il Gran Thear (ஆழித் தேர்) di Sri Thyagarajaswami, Tiruvarur
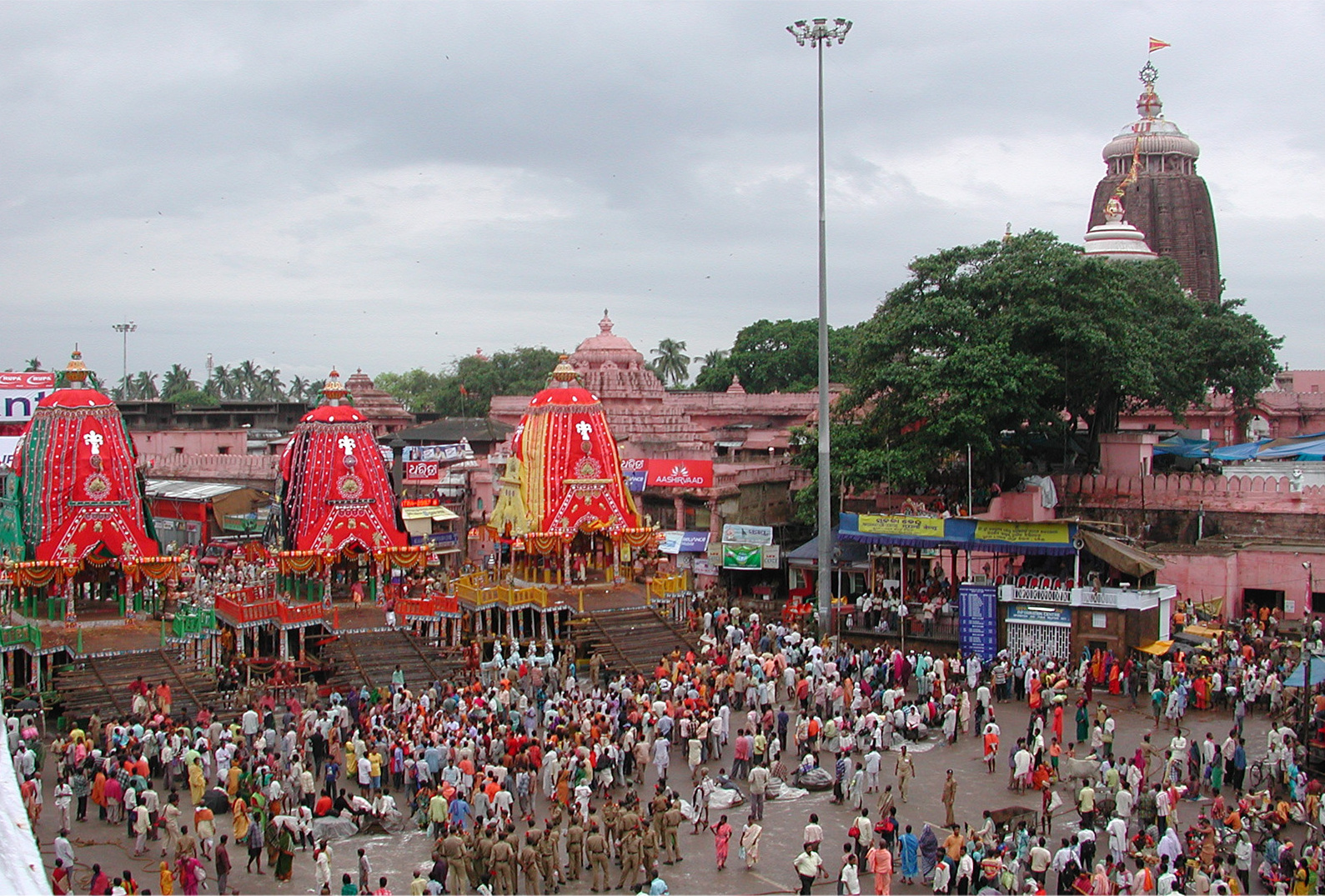
Il Rath Yatra a Puri in tempi moderni che mostra i tre carri delle divinità con il tempio sullo sfondo
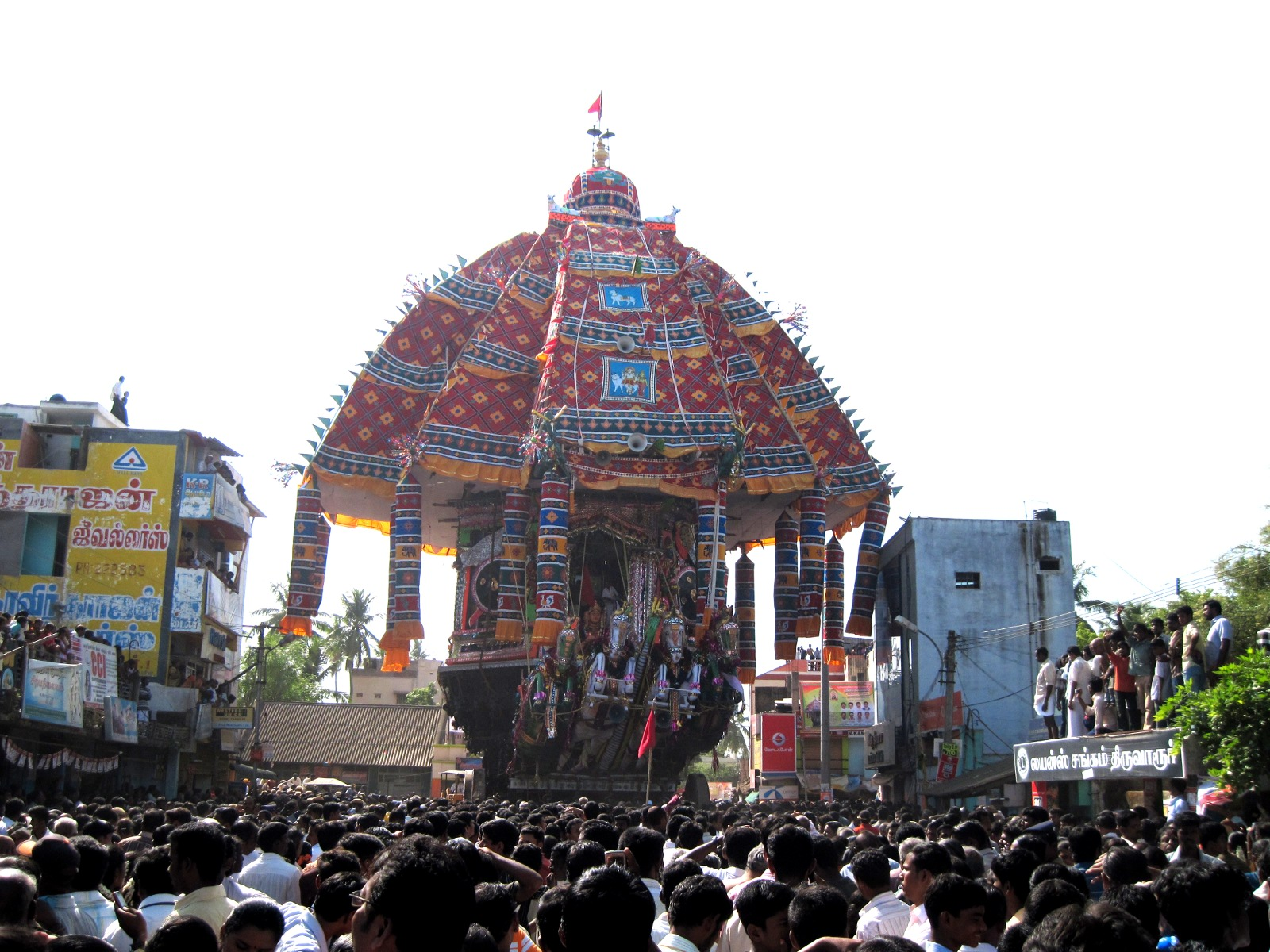
Tiruvarur: il più grande ratha del tempio a Tamil Nadu
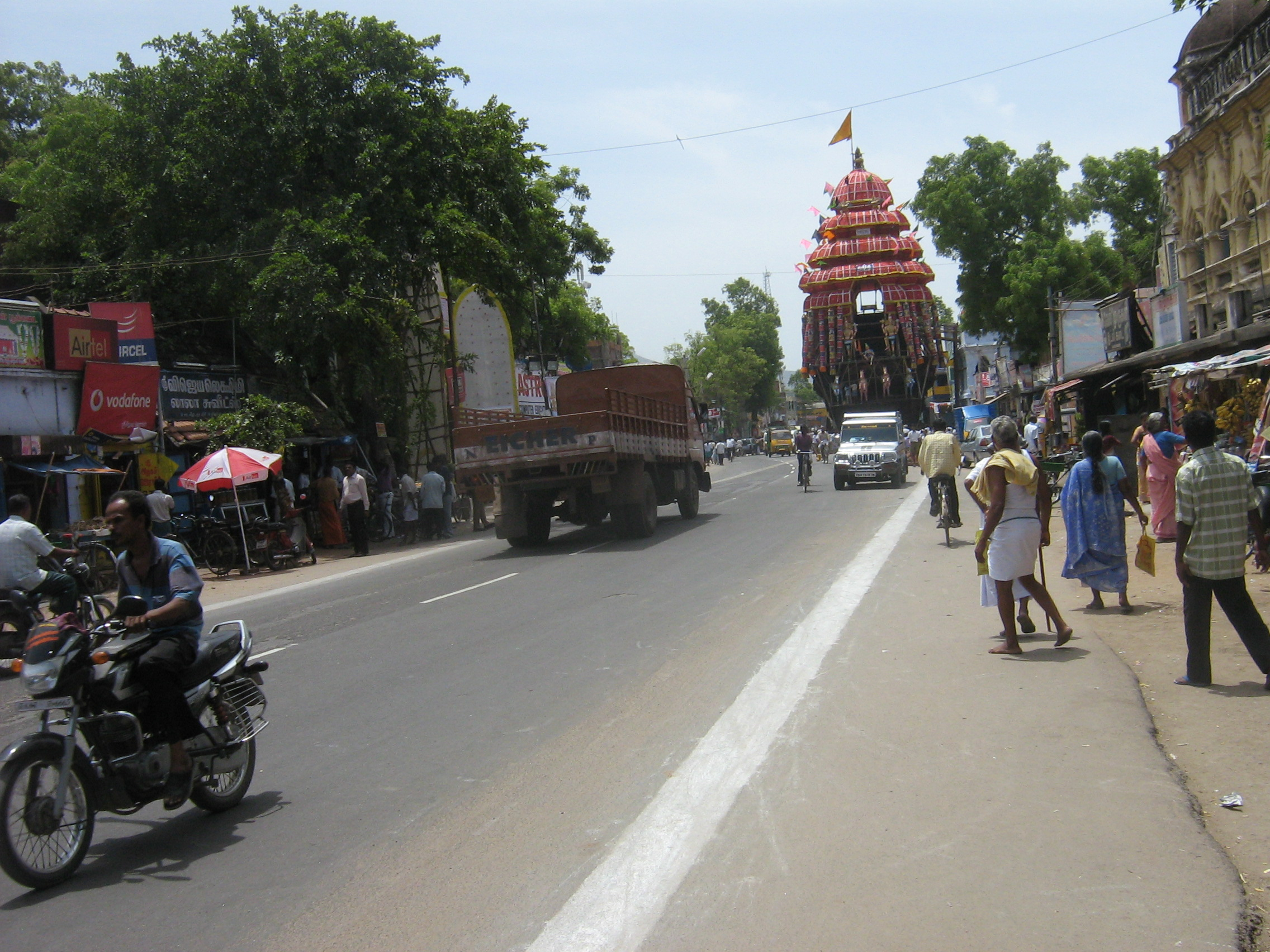
Andal Ther di Srivilliputtur: il secondo più grande ratha del tempio a Tamil Nadu
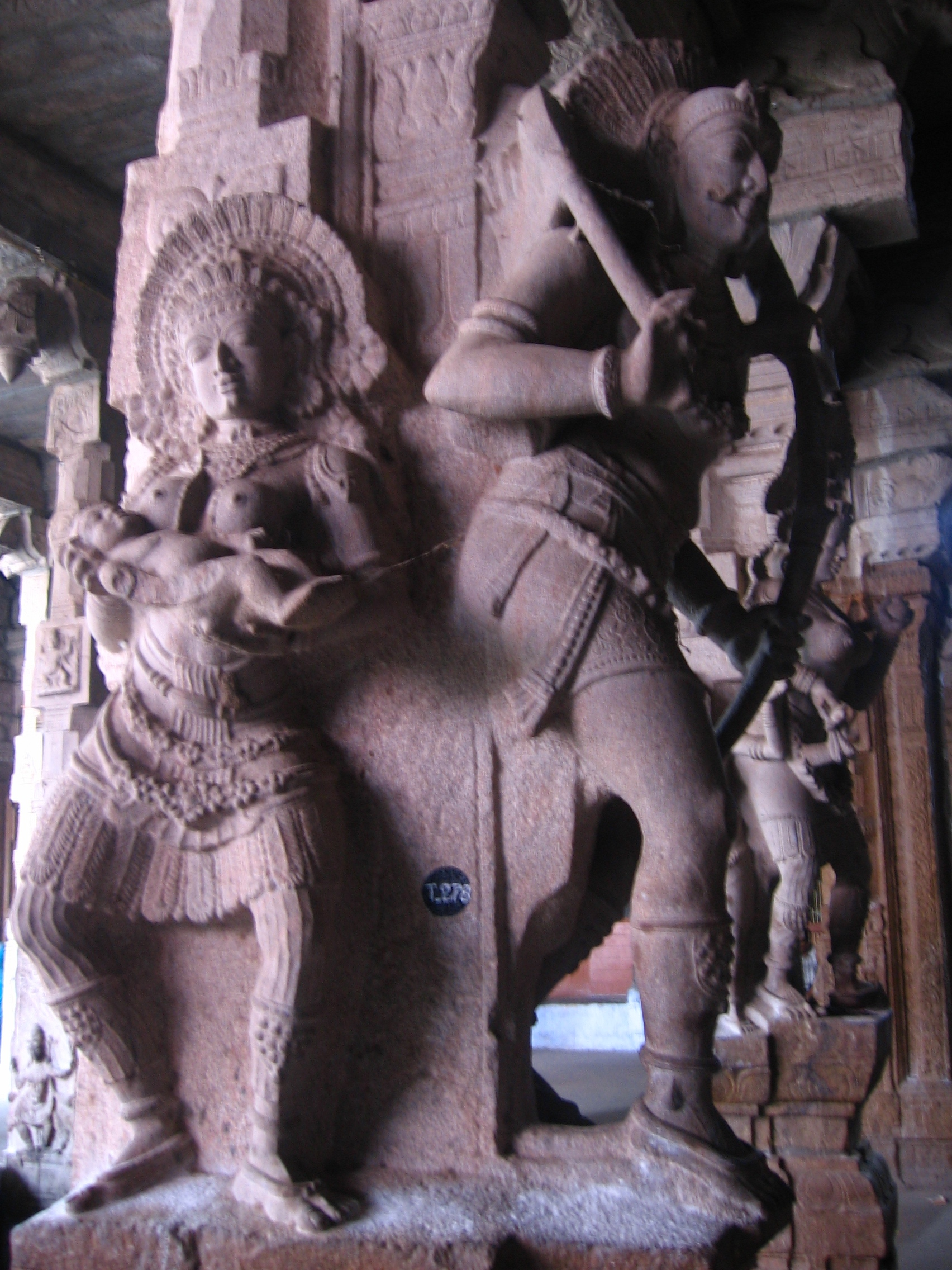
Carro del Tempio di Nellaiappar di Tirunelveli: il terzo più grande ratha del tempio in Tamil Nadu. Foto scattata il 5 luglio 2009 al 50º Festival dei carri di Tirunelveli
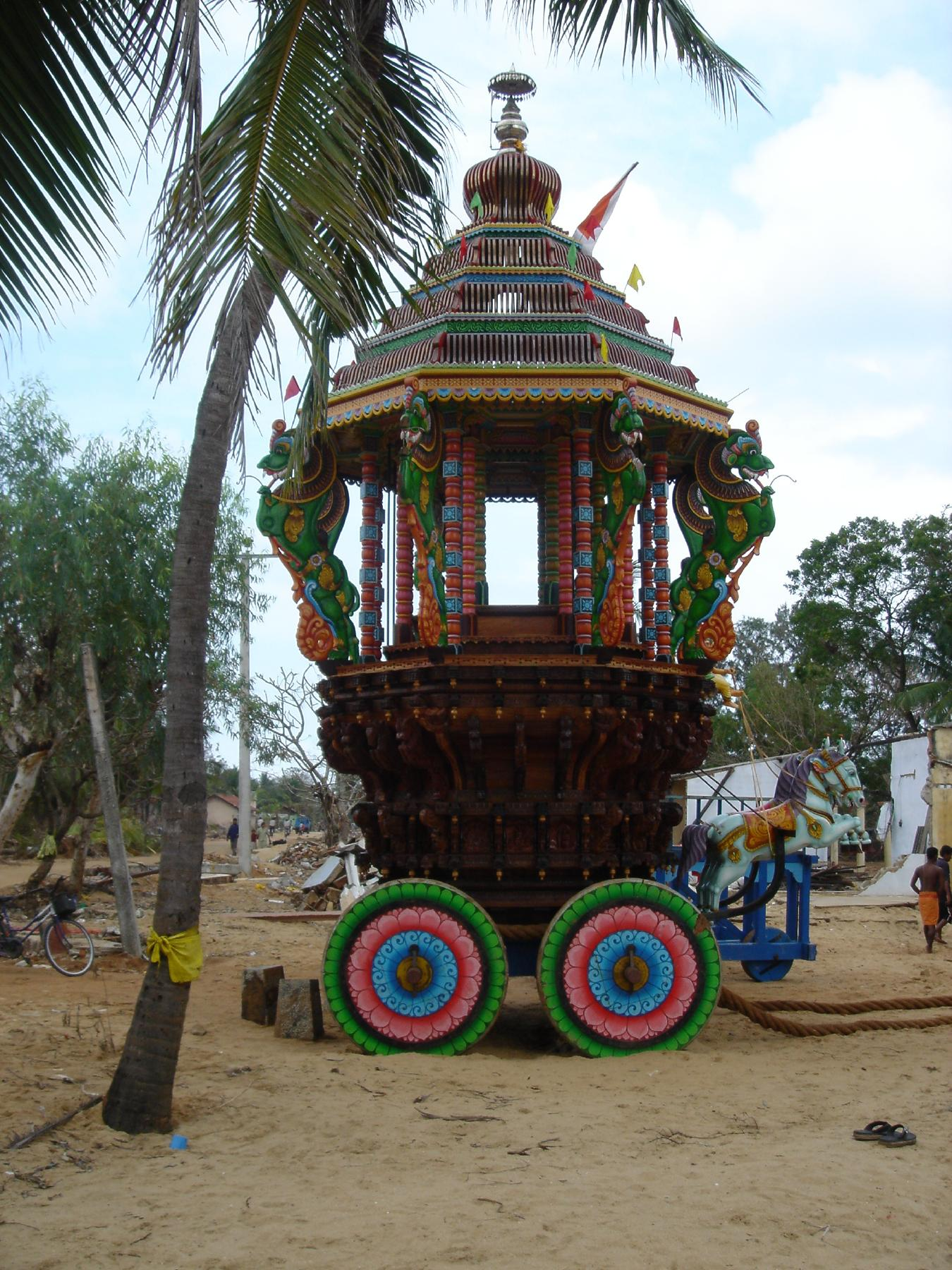
Ratha del tempio a Colombo (Sri Lanka)
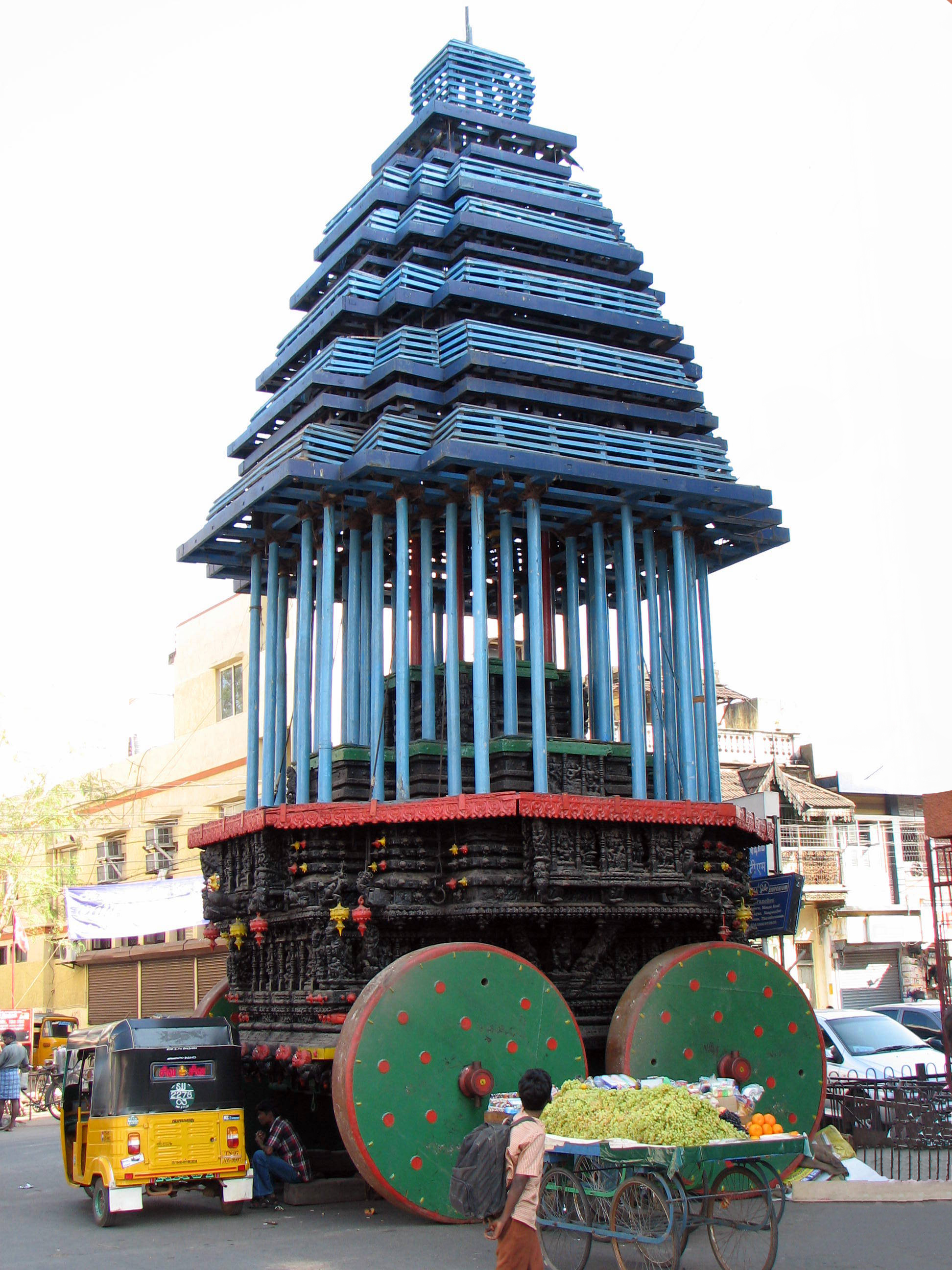
Ratha del tempio a Chennai (India)
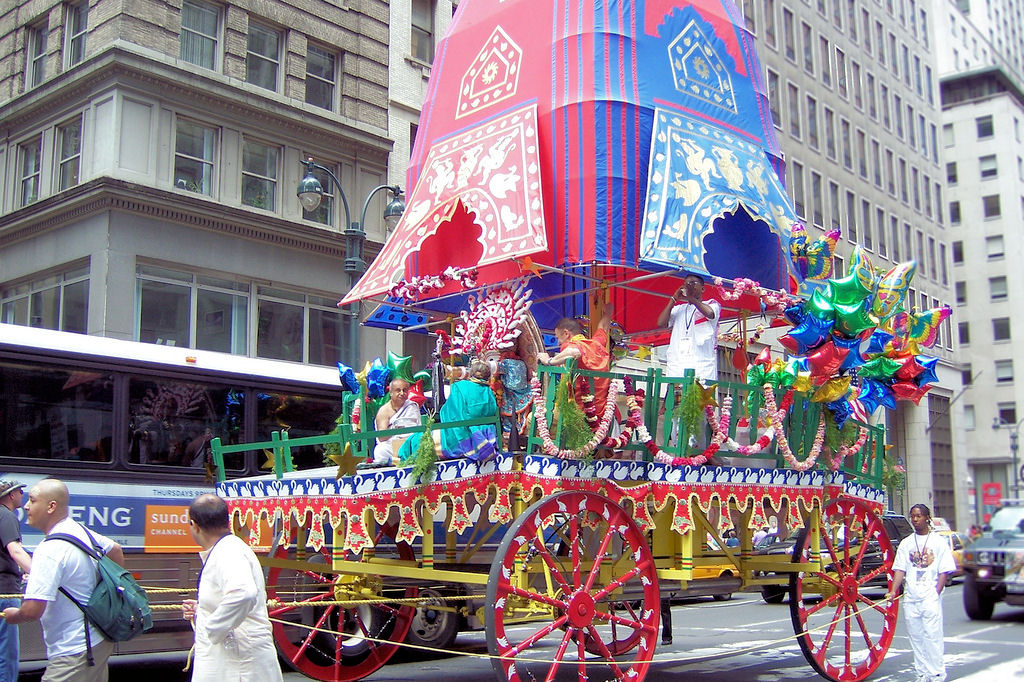
Festa Rath Jatra a New York organizzata dall'ISKCON
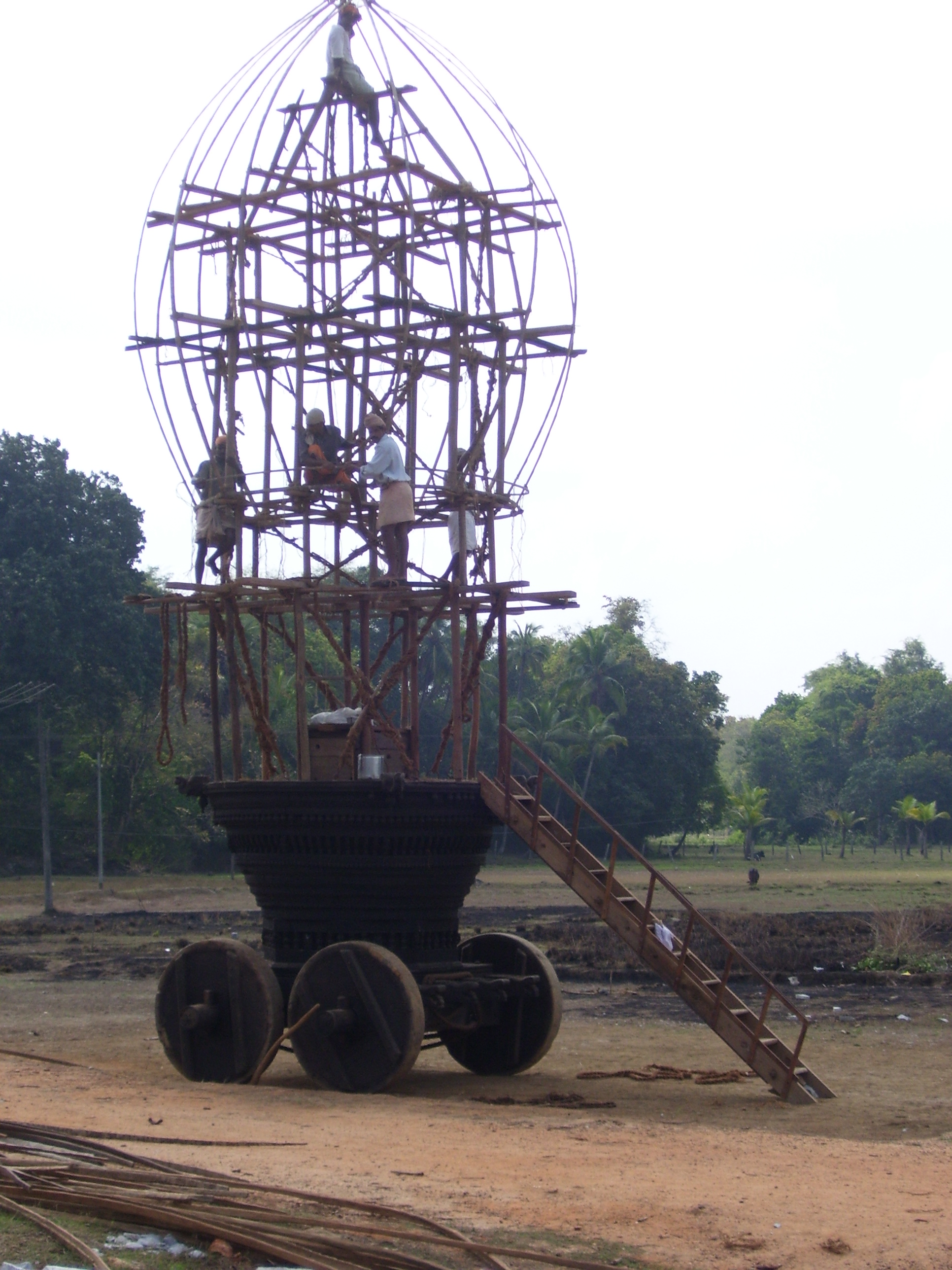
Costruzione di ratha
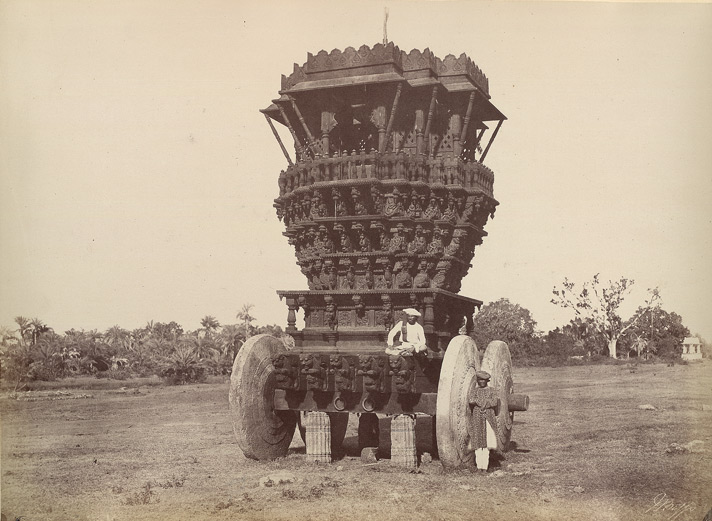
Ratha di legno del Tempio di Banashankari Amma, Badami, Karnataka (foto del 1855)

## Edifici deiratha
In alcuni templi indù, ci sono santuari o edifici chiamati ratha. La causa di questo nome deriva principalmente da due fattori: tali edifici hanno le sembianze di un enorme carro, e spesso contengono al loro interno una divinità raffigurata. 
I più noti sono i Pancha Rathas (5 ratha) a Mahabalipuram, anche se non presentano la forma di un carro.
Un altro esempio è il Jaga mohan del Tempio del Sole di Konarak, costruito su una piattaforma con dodici sculture di ruote, come simbolo del carro del Sole.

Edifici
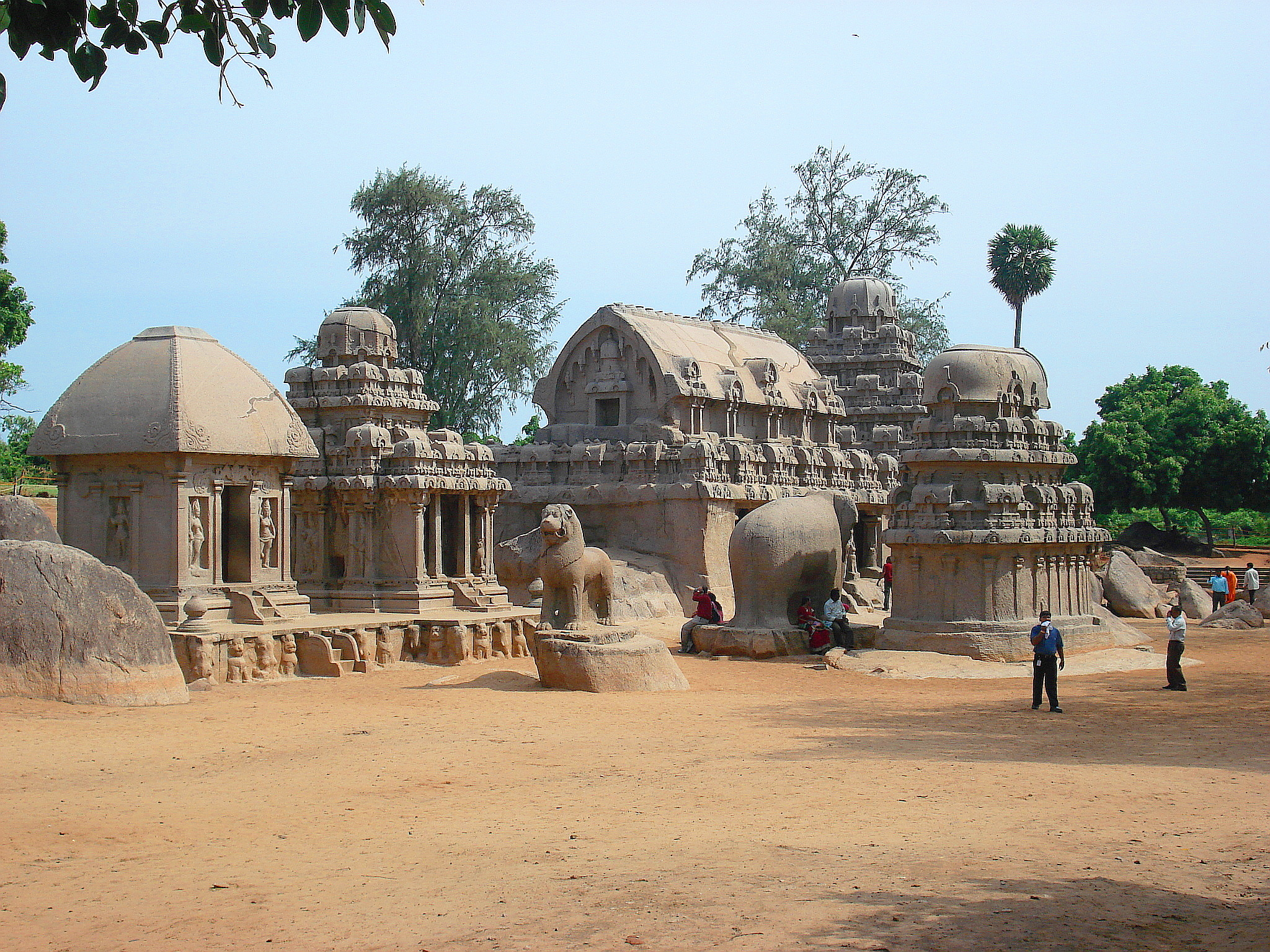
"Cinque Rathas" a Mamallapuram, Tamil Nadu.
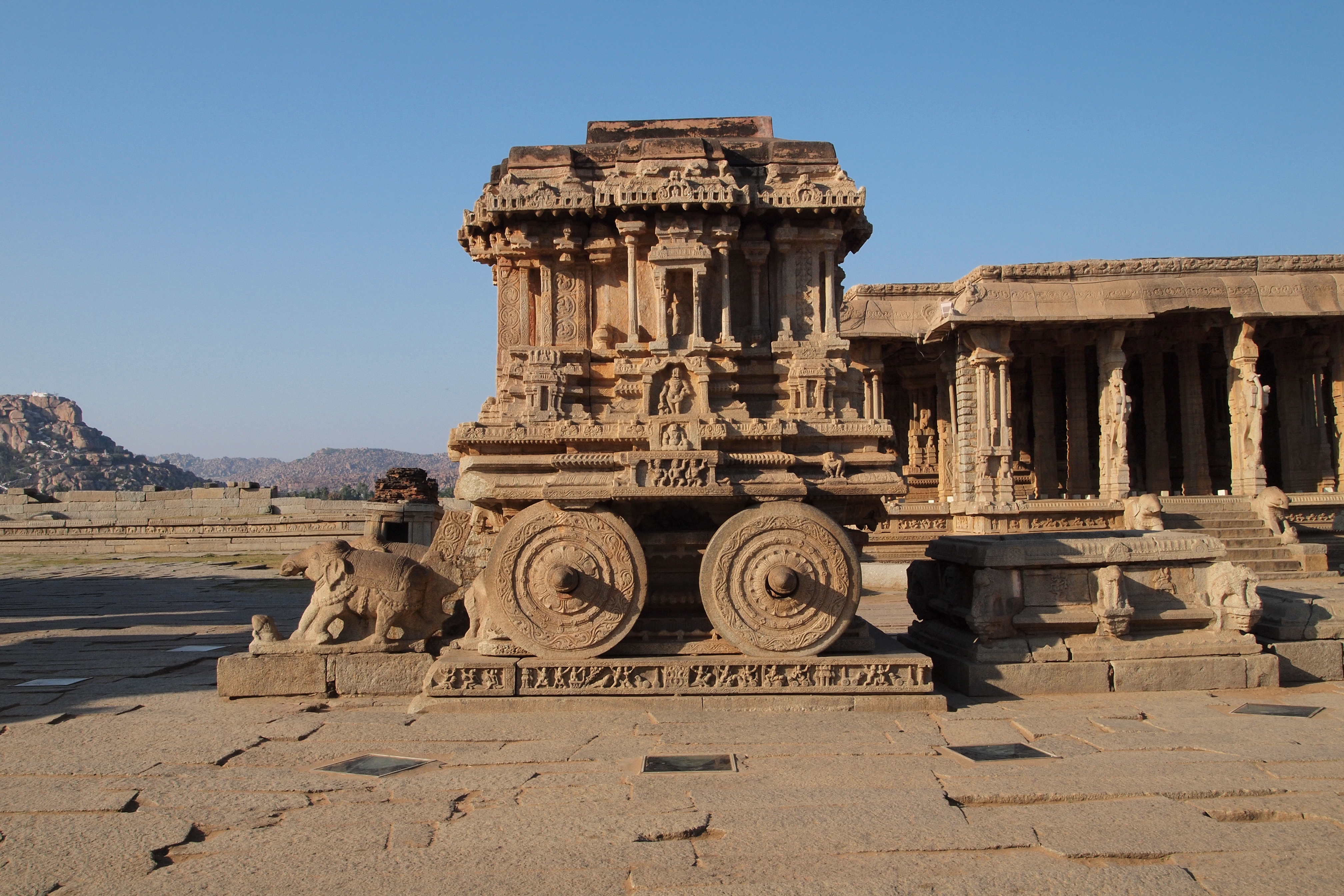
Carro di pietra, Hampi, Karnataka
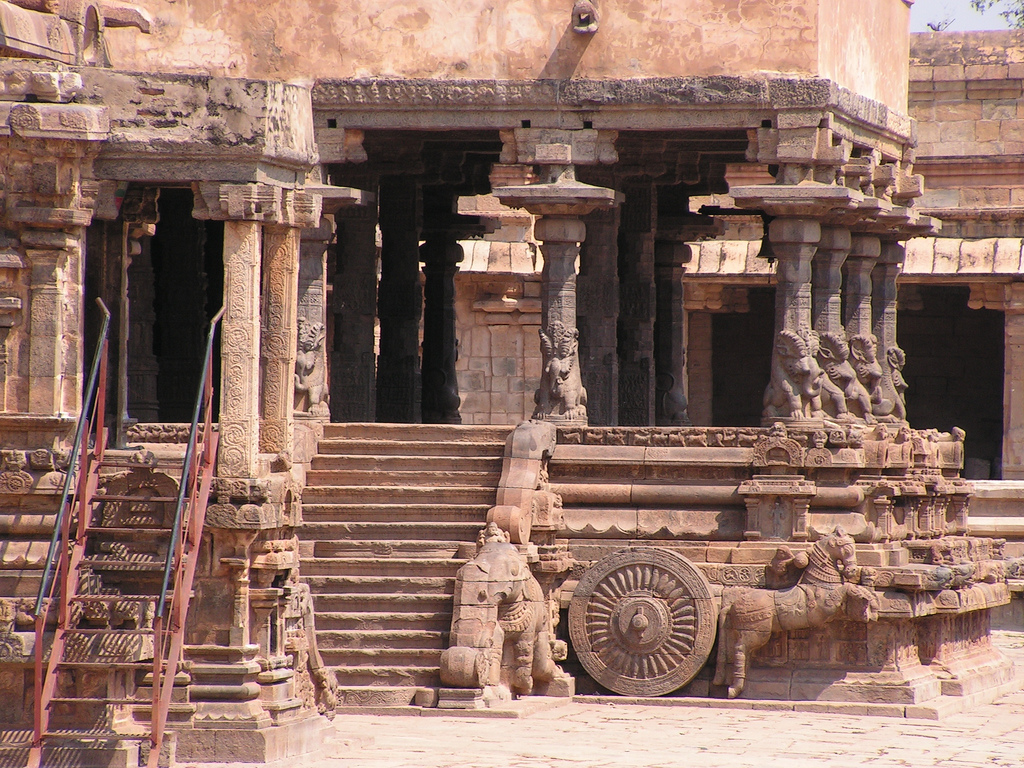
Santuario del Tempio di Airavatesvara a forma di carro, Darasuram, Tamil Nadu
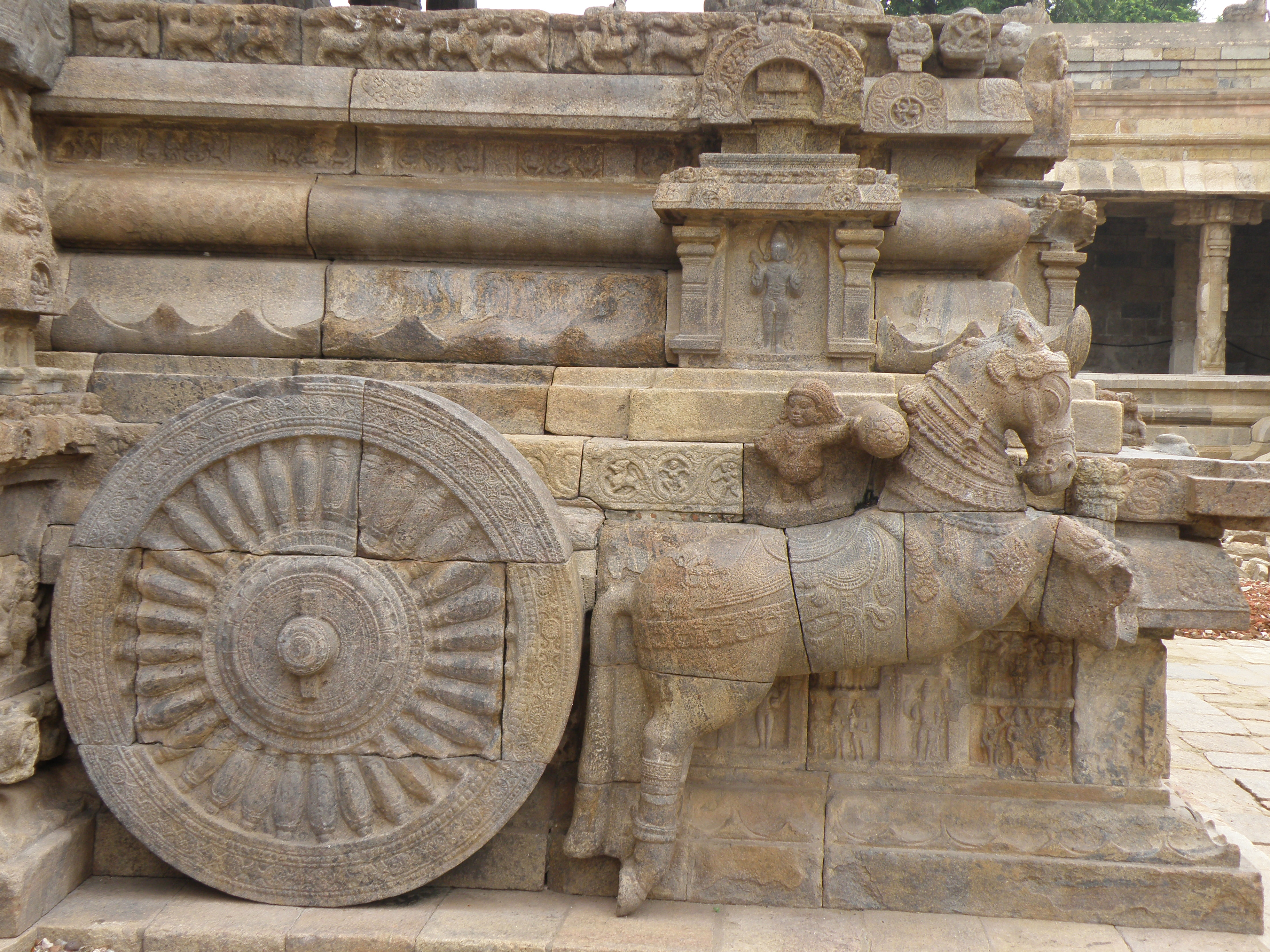
Carro del tempio del Tempio di Airavatesvara a Darasuram, Tamil Nadu
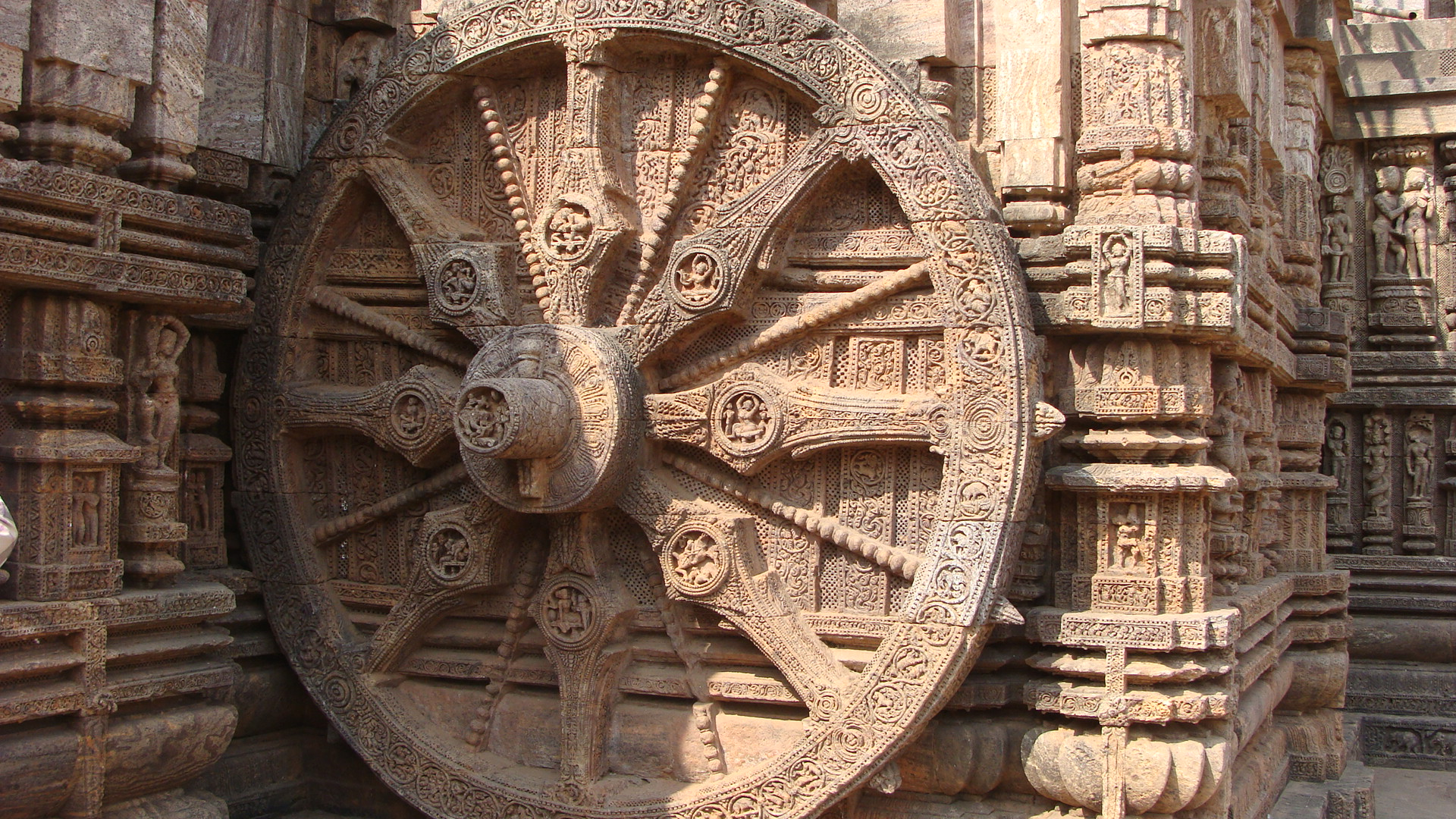
Ruota del ratha del Tempio del Sole di Konarak

## Ratha in architettura

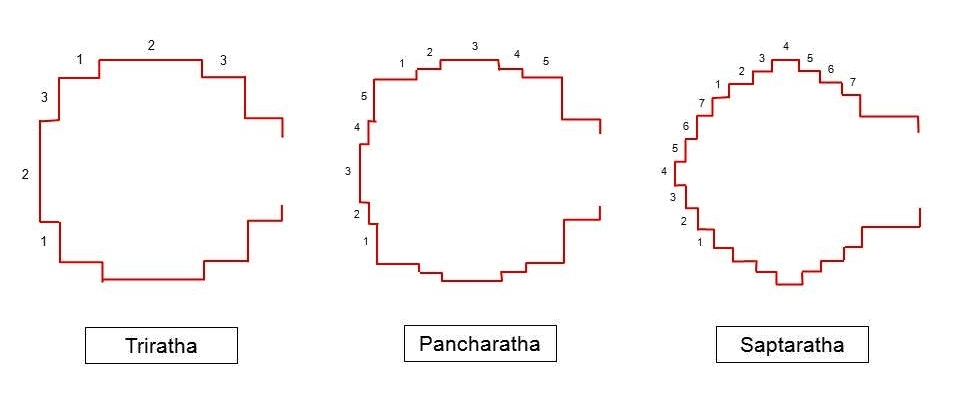
Piante dei principali tipi di edifici con ratha

Nell’architettura dei templi induisti, un ratha è una sporgenza con faccette o righe verticali su una torre (generalmente un sikhara)..